# У мојој глави
У мојој глави (енгл. Inside Out) америчка је анимирана филмска комедија из 2015. Режију потписује Пит Доктер, по сценарију који је написао с Мег Лефов и Џошом Кулијем. Гласове позајмљују: Ејми Полер, Филис Смит, Ричард Кајнд, Бил Хејдер, Луис Блек, Минди Кејлинг, Кејтлин Дијас, Дајана Лејн и Кајл Маклохлан. Прати девојку по имену Рајли, која се прилагођава селидби своје породице док пет персонификованих емоција управља њеним мислима и поступцима.
Доктер је почео да развија филм 2010. године, након што је приметио промене понашање своје ћерке док је она одрастала. Филмски продуценти су се консултовали са бројним психолозима, међу којима је био и Дахер Келтнер са Универзитета Калифорније, који је помогао у ревизији приче истичући неуропсихолошка сазнања да људске емоције утичу на међуљудске односе као и да могу знатно утицати на њих.
Након што је премијерно приказан на Канском филмском фестивалу 18. маја 2015, филм је приказан у Северној Америци 19. јуна исте године. Добио је позитивне критике, а нарочито су похваљени концепт, сценарио, филмска тема, музика и гласови. Зарадио је 90,4 милиона долара током премијерног викенда приказивања, што га је тада учинило најуспешнијим премијерним викендом неког оригиналног филма, а укупна зарада је износила 858 милиона долара широм света, што га чини седмим филмом по заради из 2015. Освојио је многе награде, међу којима су БАФТА, Златни глобус, награду по избору критичара, Ени, награда Сателит и Оскар за најбољи анимирани филм. Наставак, У мојој глави 2, приказан је у јуну 2024.

## Радња
Смештени у бази, контролном центру унутар ума 11-годишње Рајли, пет емоција вредно раде, а предводе их оптимиста Радост, чија је мисија да се постара да Рајли буде срећна. Страх се брине о безбедности, Бес се стара о томе да све буде поштено, а Гађење спречава Рајли да се отрује — и физички и друштвено. Туга није тачно сигурна шта је њена улога, а искрено, нису ни остали.
Кад се Рајлина породица пресели у страшни нови град, емоције се бацају на посао, спремне да јој помогну да превазиђе ову тешку промену. Али кад се Радост и Туга случајно нађу у далеким сферама Рајлиног ума — односећи и неке од важних успомена с њима — Страх, Бес и Гађење, невољно ће постати вође. Радост и Туга морају да прођу кроз непозната места — Дуготрајно памћење, Земљу маште, Апстрактне мисли и Фабрику снова — у очајничком покушају да се врате до базе и до Рајли.

## Гласовне улоге
| Улога              | Енглески глас   | Српски глас          |
| ------------------ | --------------- | -------------------- |
| Радост             | Ејми Полер      | Андријана Оливерић   |
| Туга               | Филис Смит      | Злата Нуманагић      |
| Бинг Бонг          | Ричард Кајнд    | Зоран Ћосић          |
| Страх              | Бил Хејдер      | Владимир Нићифоровић |
| Бес                | Луис Блек       | Бранислав Лечић      |
| Гађење             | Минди Кејлинг   | Јелена Гавриловић    |
| Рајли              | Кејтлин Дијас   | Анђела Алавиревић    |
| Мама               | Дајана Лејн     | Христина Поповић     |
| Тата               | Кајл Маклаклан  | Стефан Капичић       |
| Заборављачица Пола | Пола Паундстоун | Ана Штајдохар        |
| Заборављач Боби    | Боби Мојнихан   | Никола Демоња        |
| Редитељка снова    | Пола Пел        | Душица Новаковић     |
| Мамин бес          | Пола Пел        | Душица Новаковић     |
| Зврчко             | Џош Кули        | Стефан Бундало       |